# Mallophora freycineti
Mallophora freycineti är en tvåvingeart som beskrevs av Macquart 1838. Mallophora freycineti ingår i släktet Mallophora och familjen rovflugor. Inga underarter finns listade i Catalogue of Life.